# Calp
Pour les articles homonymes, voir Calpe.
Calp, en valencien et officiellement (Calpe en castillan), est une commune d'Espagne de la province d'Alicante dans la Communauté valencienne. Elle est située dans la comarque de la Marina Alta et dans la zone à prédominance linguistique valencienne.
C'est une ville touristique située sur la Costa Blanca, qui compte près de 30 000 habitants dont 58 % sont de nationalité étrangère.
On peut y apercevoir le Penyal d'Ifac, rocher calcaire, haut de 332 mètres, formant un isthme. Ce rocher est un site d'escalade réputé au niveau mondial. C'est aussi une réserve naturelle pour de nombreux oiseaux.

## Géographie

Localisation de Calp
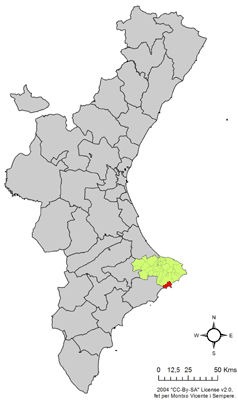
dans la Communauté valencienne.
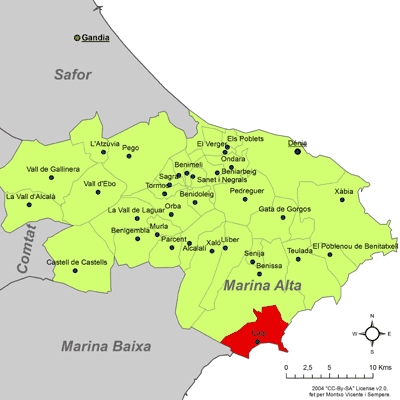
dans la comarque de la Marina Alta.

## Patrimoine

### Monuments
- La Muralla Roja de Ricardo Bofill

La ville est le siège de nombreuses fêtes : courses de vachettes (« bous al carrer »), fête des Maures et des Chrétiens (« Moros i cristians », en octobre), fêtes multiples en l'honneur de la Vierge, etc.

### Vestiges
Les traces de cultures antiques sont visibles sur le Peynal. Durant la romanisation Baños de la Reina devint un vecteur de l'économie locale. Sur sa face occidentale se trouvent les vestiges d’un village ibère du Ve siècle av. J.-C., qui fut déplacé vers la partie la plus basse de l’isthme à l’époque romaine. Au Moyen Âge, un autre site important, la ville fortifiée dite Pobla medieval, a été  construit en 1298 et occupé, durant un siècle, sur le plateau précédant le rocher. En 1359, la ville est détruite par l'amiral génois Egidio Boccanegra. Une agglomération entourée de remparts voit ensuite le jour à l'emplacement de la vieille ville actuelle. La torreó de la peça est un vestige de ces remparts qui ont été renforcés, au XVIe siècle, par Charles Quint.

## Personnalités liées à la commune
- Roger de Lauria, amiral de la flotte catalane qui a impulsé la construction du Pobla medieval sur le Penyal d'Ifac à la fin du XIIIe siècle.

## Galerie

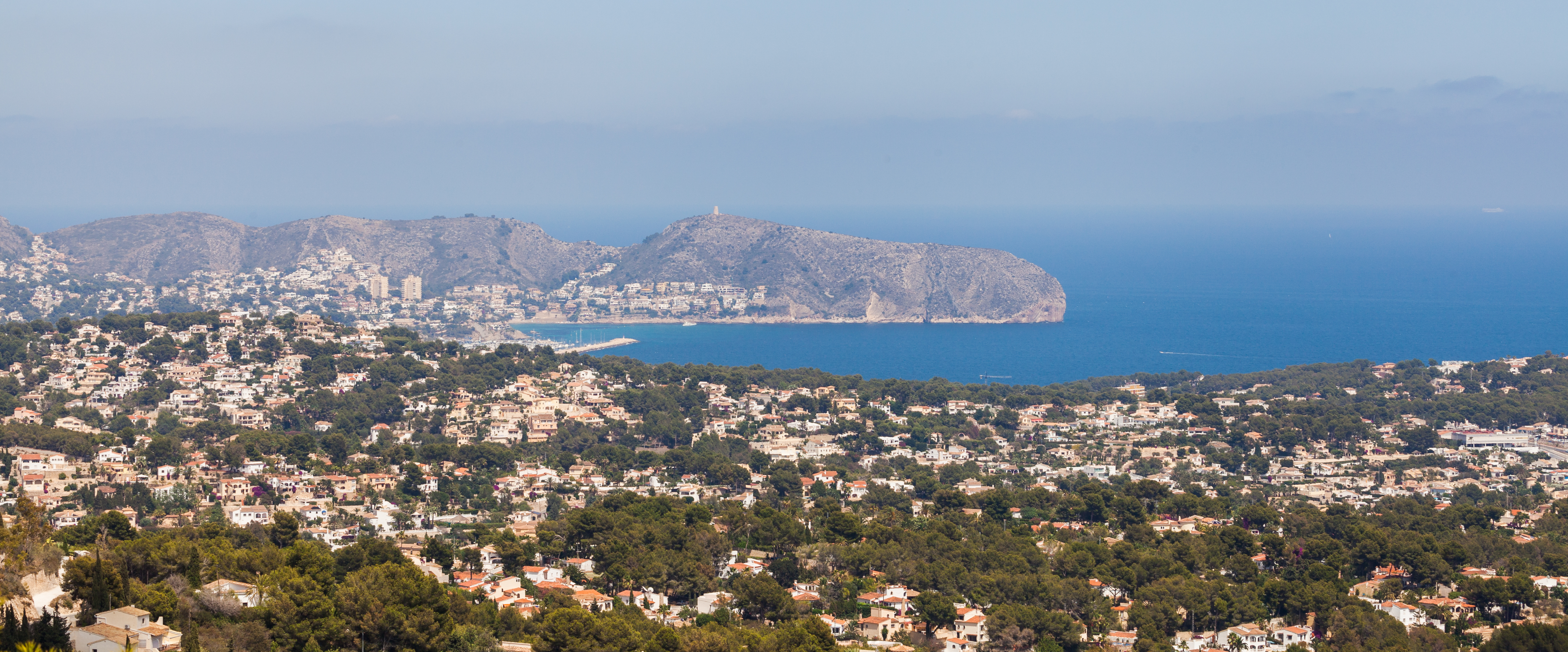
Vue générale.
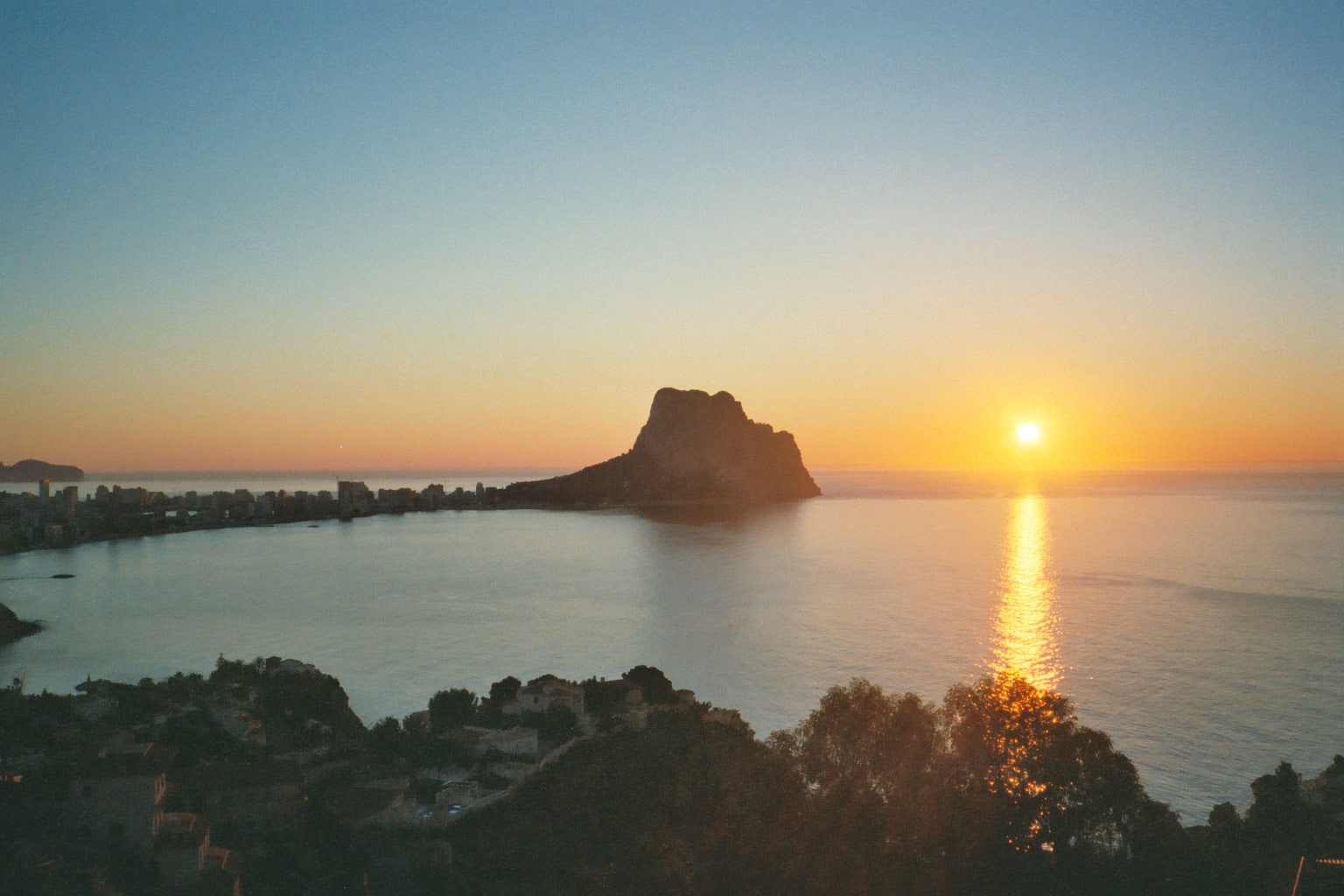
Lever de soleil sur Calp.
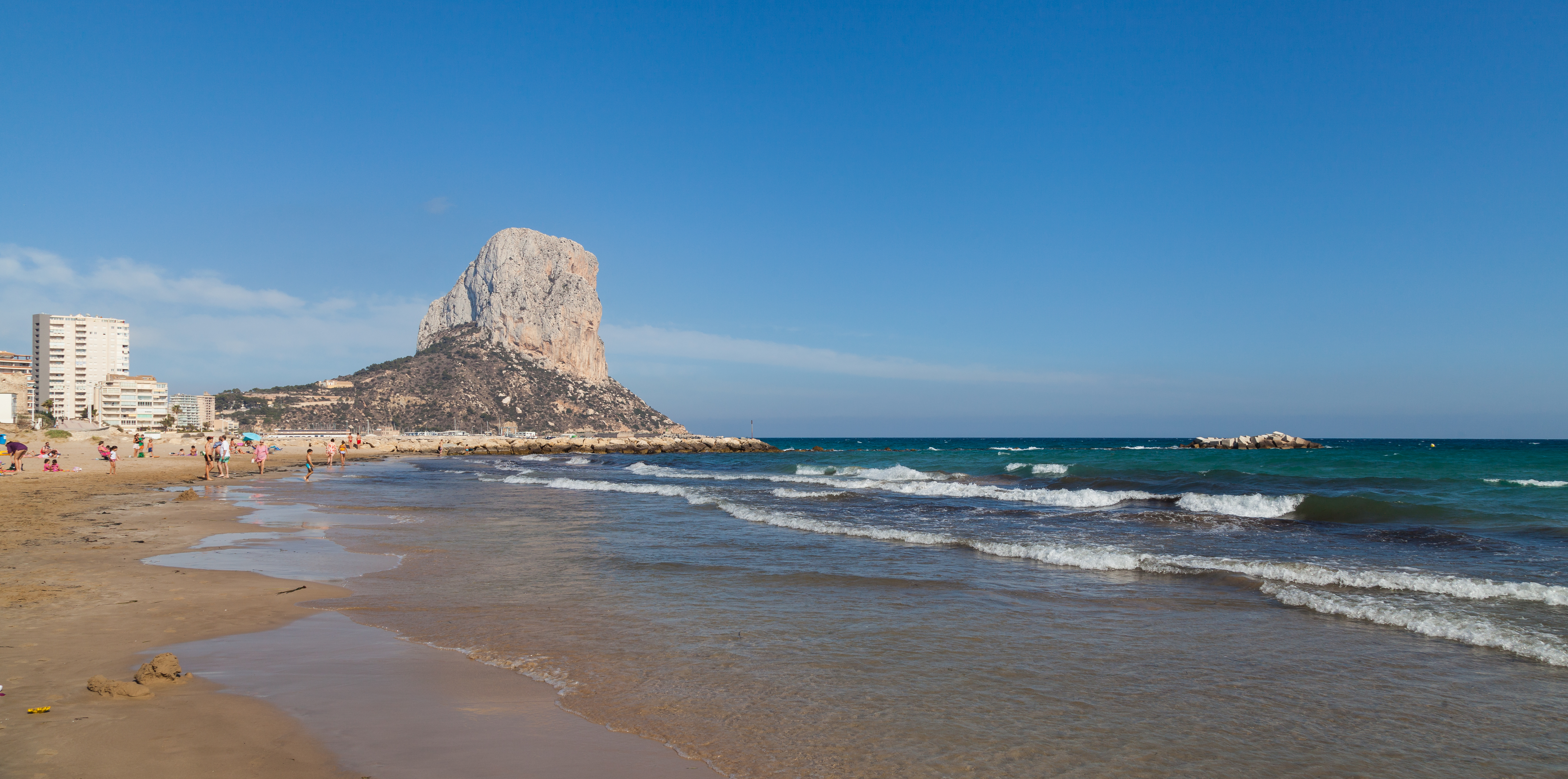
Peñón de Ifach.
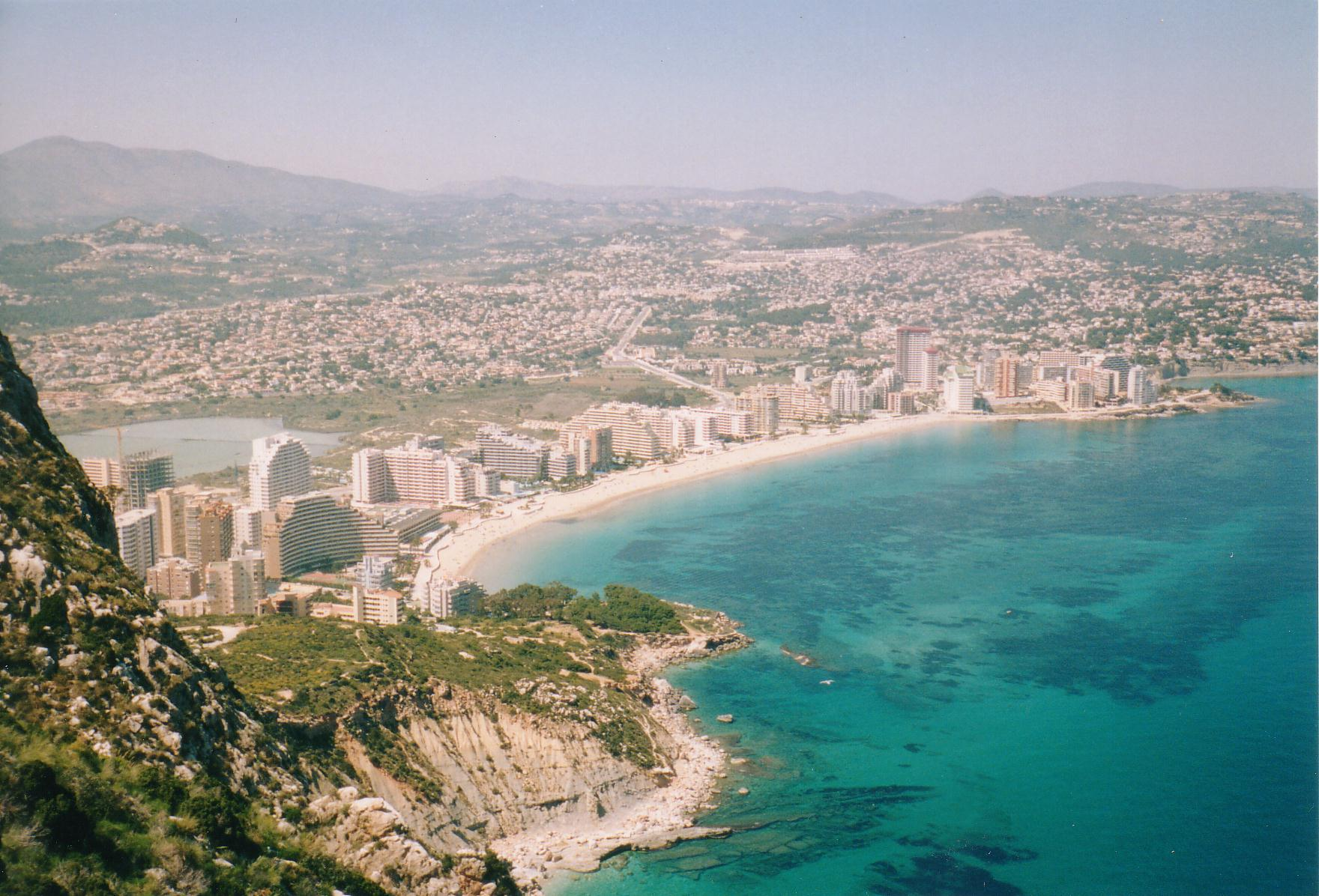
Plage El Fosa.
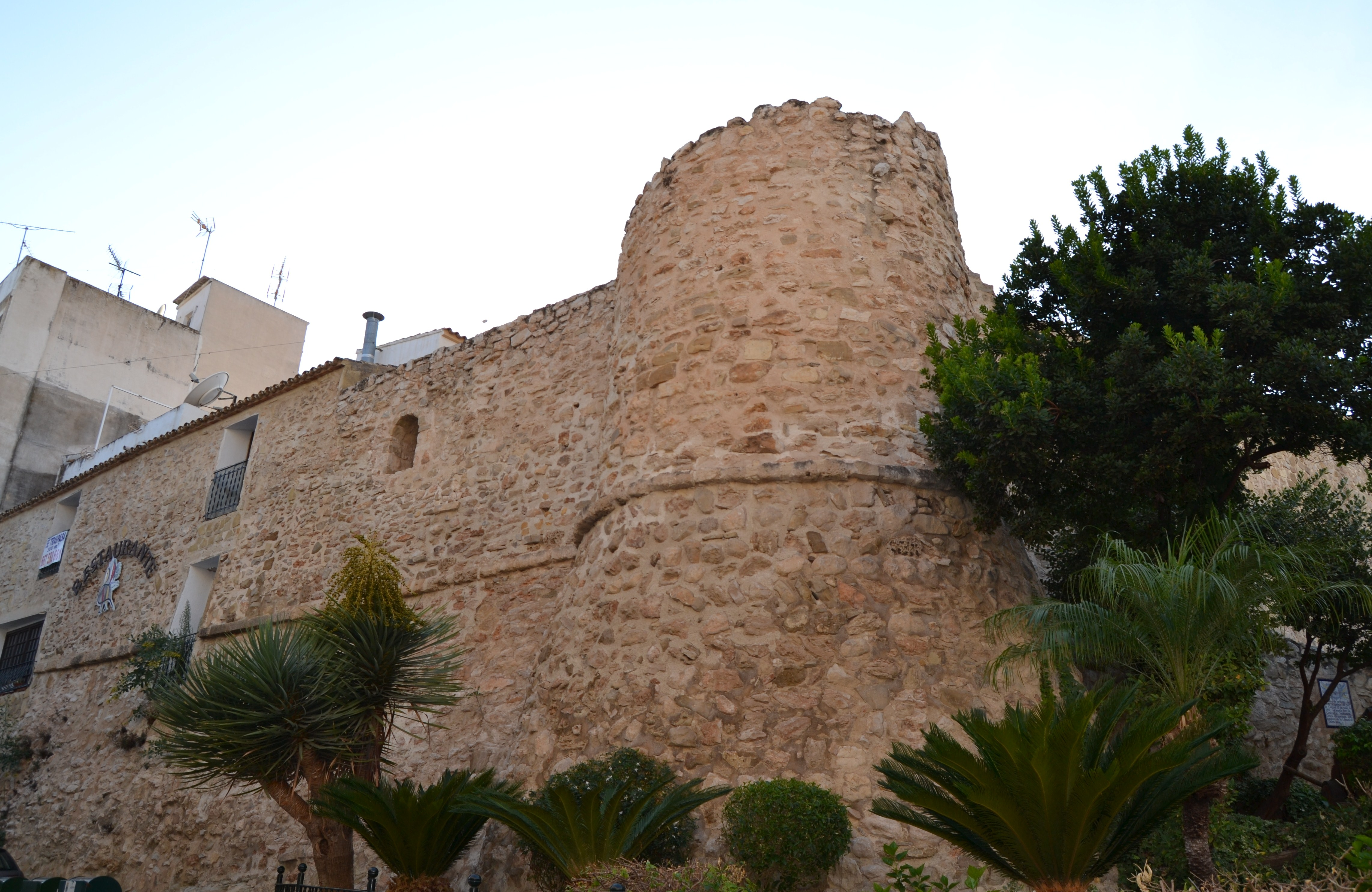
Torreó de la peça, tour des murailles de la vieille ville.

Vue panoramique de la plage du Levant, vers la mer.

Vue panoramique de la plage du Levant, vers la terre.